# Dusona simlaensis
Dusona simlaensis là một loài tò vò trong họ Ichneumonidae.